# Дівиця (річка)
Дівиця — річка в Україні, у Носівському районі Чернігівської області. Ліва притока Остра (басейн Дніпра).

## Опис
Довжина річки 20 км., похил річки — 0,63 м/км. Площа басейну 285 км².

## Розташування
Бере початок на південному заході від Безуглівки. Спочатку тече на південний, а потім на північний захід через Володькову Дівицю, Сулак і впадає у річку Остер, ліву притоку Десни.
Річку перетинає автомобільна дорога Т 2526

## Цікавий факт
- У XIX столітті біля витоку річки функціонувало 7 водяних млинів[1].